# 8تشان
8كن (بالإنجليزية: 8kun)‏ ويعرف سابقا بـ8تشان، هو موقع مشابه لـ 4شان بحيث ينشر المستخدمون موادهم بشكل مجهول، وتظهر المشاركات الأخيرة فوق البقية. ينقسم الموقع إلی مجتمعات مختلفة وكل منها ذو محتوى وتوجيهات خاصة به.
يرتبط الموقع بالأفكار المؤمنة بسيادة البيض، والنازيين الجدد، والعنصرية، واليمين البديل، ومعاداة الساميَّة، وجرائم الكراهية، فضلًا عن ارتباط منشورات عليه بعدَّة حوادث إطلاق نار جماعيّ.

## وصلات خارجية
- الموقع الرسمي